# Adaptive Multi Rate
Adaptive Multi Rate (AMR) är ett format för ljudkomprimering anpassat för tal, som bland annat används inom GSM-telefoni. AMR antogs som standard-codec för talkomprimering av 3GPP i oktober 1998 och är vitt spritt inom GSM och UMTS. 
Kombinationen av strikt krav på realtidsöverföring och varierande förmåga att överföra information på grund av varierande kanalkvalitet, gör att det är förmånligt att kunna anpassa överföringshastigheten som behövs eftersom man då kan utnyttja en bra kanal för att ge bra talkvalitet och ändå möjliggöra viss talkvalitet även på en dålig kanal. AMR stödjer åtta olika hastigheter att generera information (bitar) med.
AMR är även ett filformat för att spara tal komprimerat med hjälp av AMR.